# René Laënnec
René-Théophile-Hyacinthe Laennec, född 17 februari 1781, död 13 augusti 1826, var en fransk läkare. 
Laënnec blev 1804 medicine doktor i Paris och utmärkte sig snart för sina grundliga forskningar inom den patologiska anatomin och diagnostiken. Han anställdes 1816 som läkare vid Hôpital Necker i Paris och vidareutvecklade där sin auskultationsmetod som han använde för att undersöka sjukliga företeelser i lungorna och hjärtat. Laënnec hade redan demonstrerat denna metod för ett medicinskt sällskap år 1815. För detta ändamål konstruerade han också ett särskilt instrument, stetoskopet. År 1819 utgav han en bok i detta ämne med titeln De l’auscultation médiale ou traité du diagnostic, des maladies des poumons et du coeur, fondé principalement sur ce noveau moyen d'exploration. Laënnec utnämndes 1822 till professor vid Collège de France och 1823 till professor i invärtes medicin vid medicinska fakulteten.